# Eiserner Steg (Regensburg)
Der Eiserne Steg ist eine einfache Stahltrog-Fußgängerbrücke über den Südarm der Donau in Regensburg. Der Steg verbindet bei Stromkilometer 2380,07 die Altstadt von Regensburg mit dem Oberen Wöhrd und kann auch mit dem Fahrrad genutzt werden. Der Eiserne Steg darf nicht verwechselt werden mit der 800 m weiter östlich stromabwärts gelegenen Eisernen Brücke, die als Autoverkehrsbrücke über die Donau für den Autoverkehr in der Altstadt große Bedeutung hat. Zwischen dem Eisernen Steg und der Eisernen Brücke verläuft die Steinerne Brücke, die ebenso wie der Eiserne Steg nur von Fußgängern und Radfahrern genutzt werden kann.
Der heutige Eiserne Steg wurde nach dem Zweiten Weltkrieg gebaut und 1948 in Betrieb genommen. Er ist der Nachfolger des ursprünglichen Eisernen Stegs, der zwischen 1900 und 1902 als Stahlbogenbrücke erbaut worden war und 1945 am Ende des 2. Weltkrieges bei Annäherung amerikanischer Truppen wie alle Brücken in Regensburg gesprengt wurde.

## Geschichte

### Der ursprüngliche Eiserne Steg 1902–1945

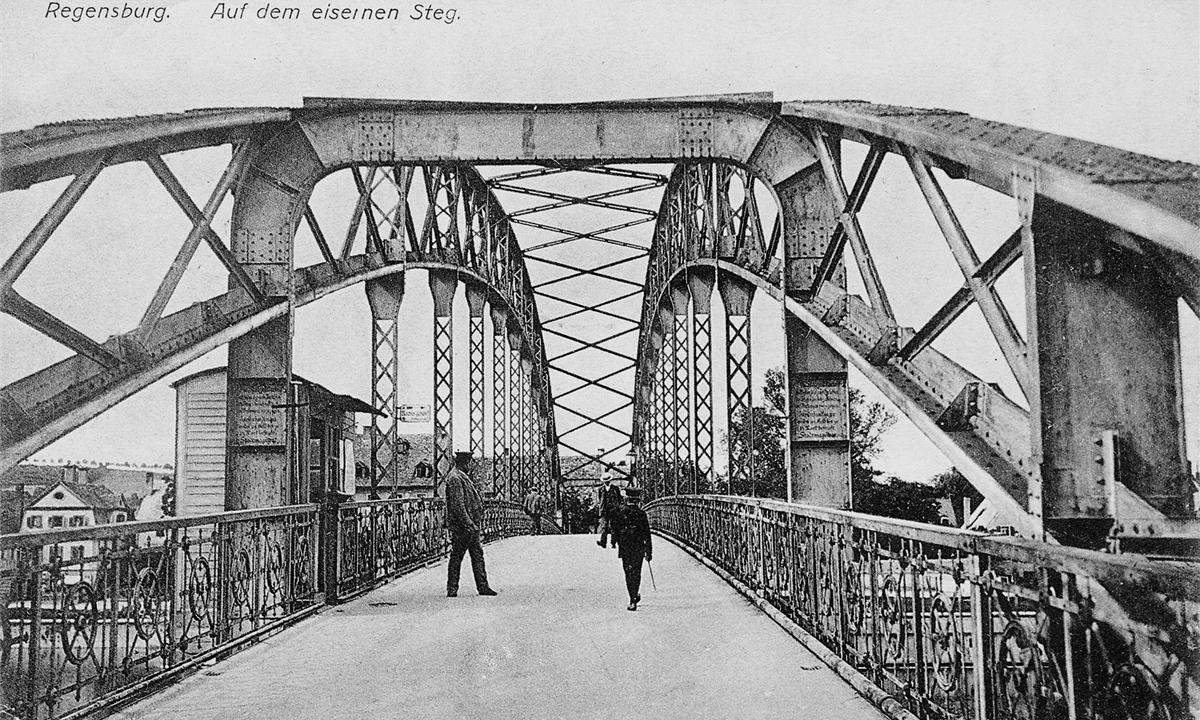
Eiserner Steg um 1909 (Blick nach Norden), links das Häuschen für den Brückenzollkassierer

Der ursprüngliche Eiserne Steg war eine 4,5 m breite, an der höchsten Stelle 12,5 m hohe, pfeilerlose Stahlbogenbrücke, deren Bau bereits 1890 von Bürgermeister Oskar von Stobäus angeregt worden war. Unterstützt wurden die Pläne von den Bewohnern des Oberen Wöhrds, obwohl angekündigt wurde, dass für die Nutzung des Steges ein Brückenzoll erhoben werden sollte. Als das königlich bayerische Straßen- und Flussbauamt die Zustimmung zum Bau verweigerte und statt einer Fußgängerbrücke eine Fahrbrücke forderte, die auch den nördlichen Donauarm überqueren sollte, wurden die Baupläne nicht weiter verfolgt. Erst als 1897 der neue städtische Oberbaurat Adolf Schmetzer seinen Dienst antrat, lagen noch im gleichen Jahr finanzierbare Pläne der beauftragten Maschinenfabrik Augsburg-Nürnberg zum Bau einer Fußgängerbrücke über den Südarm der Donau vor. Die als Widerlager benötigten ca. 3 m hohen Brückenköpfe aus Kalkstein wurden etwas östlich der Verlängerung der Straße Weißgerbergraben platziert und verfügten jeweils über beidseitige Aufgänge mit Treppen. Die Planungen wurden einschließlich der Finanzierung im Juli 1897 von den Gemeindebevollmächtigten genehmigt. Die staatliche Genehmigung erfolgte erst im Juli 1899 und war an die Auflage gebunden, zwischen der Unterkante Brücke und dem Nullpegel des Donau-Wasserspiegels einen Abstand von 8,85 m einzuhalten, wegen der damaligen Pläne zum Ausbau der Donau als Wasserstraße. Weitere Schwierigkeiten, verursacht durch Preiserhöhungen und Arbeitskräftemangel, verzögerten den Baubeginn bis in den September 1900. 1902 wurden die Arbeiten abgeschlossen. Die pfeilerlose Brücke mit kühnem Bogen wurde von vielen Zeitgenossen als Zierde der Stadt empfunden. Trotzdem begannen die Bewohner des Oberen Wöhrds einen jahrelangen Streit wegen des erhoben Brückenzolls, der die Nutzung des Stegs aber nicht beeinträchtigte. Dagegen zeigte sich, dass bei Großveranstaltungen in der 1930 errichteten Jahnturnhalle der Steg sogar an seine Belastungsgrenze kam.
In den frühen Morgenstunden des 23. April 1945 wurden der Eiserne Steg ebenso wie die Eiserne Brücke und die Adolf-Hitler-Brücke von zurückweichenden Truppen der Wehrmacht gesprengt. Nachmittags folgten Sprengungen von zwei Pfeilern der Steinernen Brücke. Danach gab es im ganzen Stadtgebiet keine intakte Brücke über den Südarm der Donau mehr.

### Der neue Eiserne Steg, ein Ersatzbau ab 1948

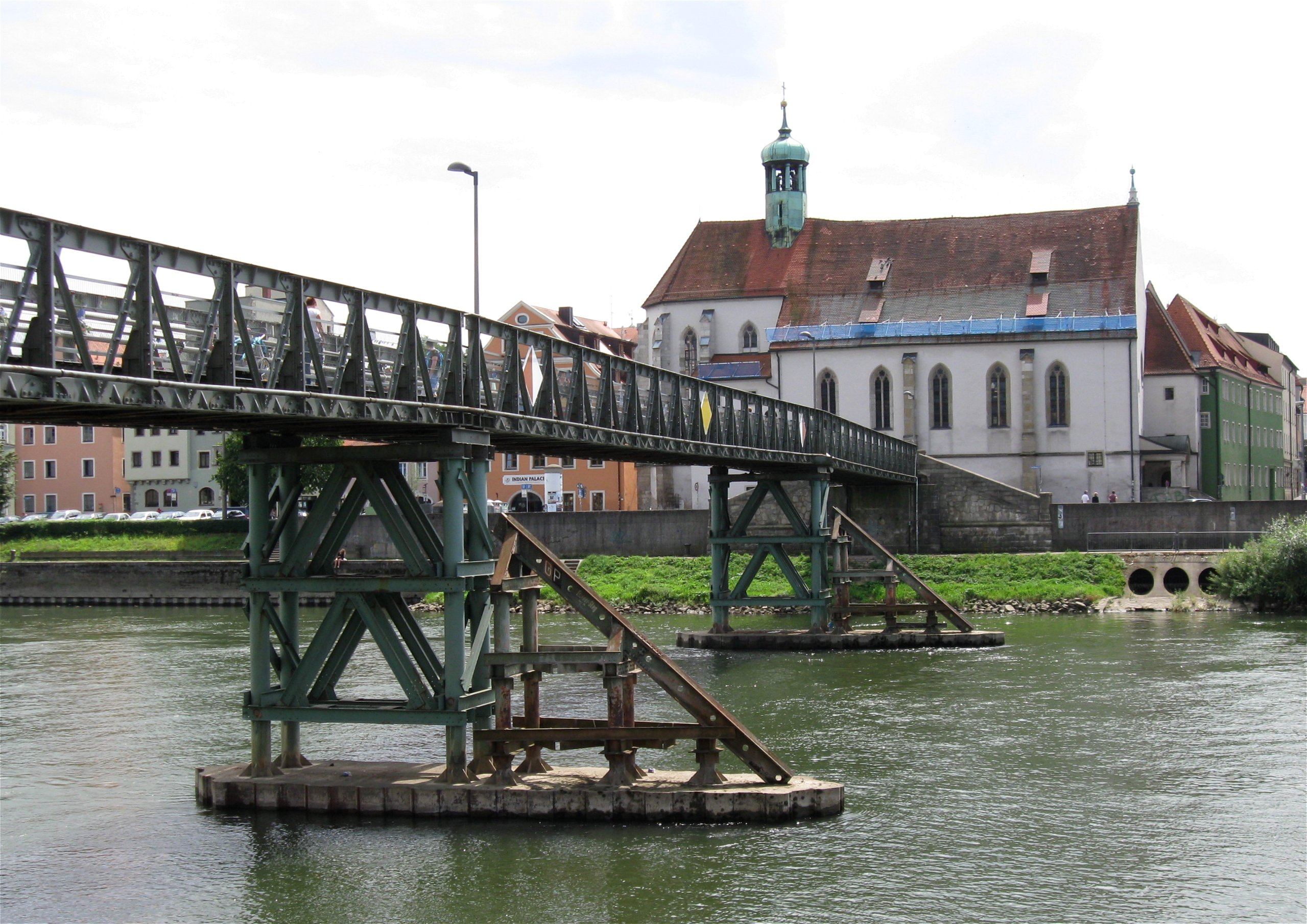
Eiserner Steg 2012, Blick nach Süden auf St. Oswald

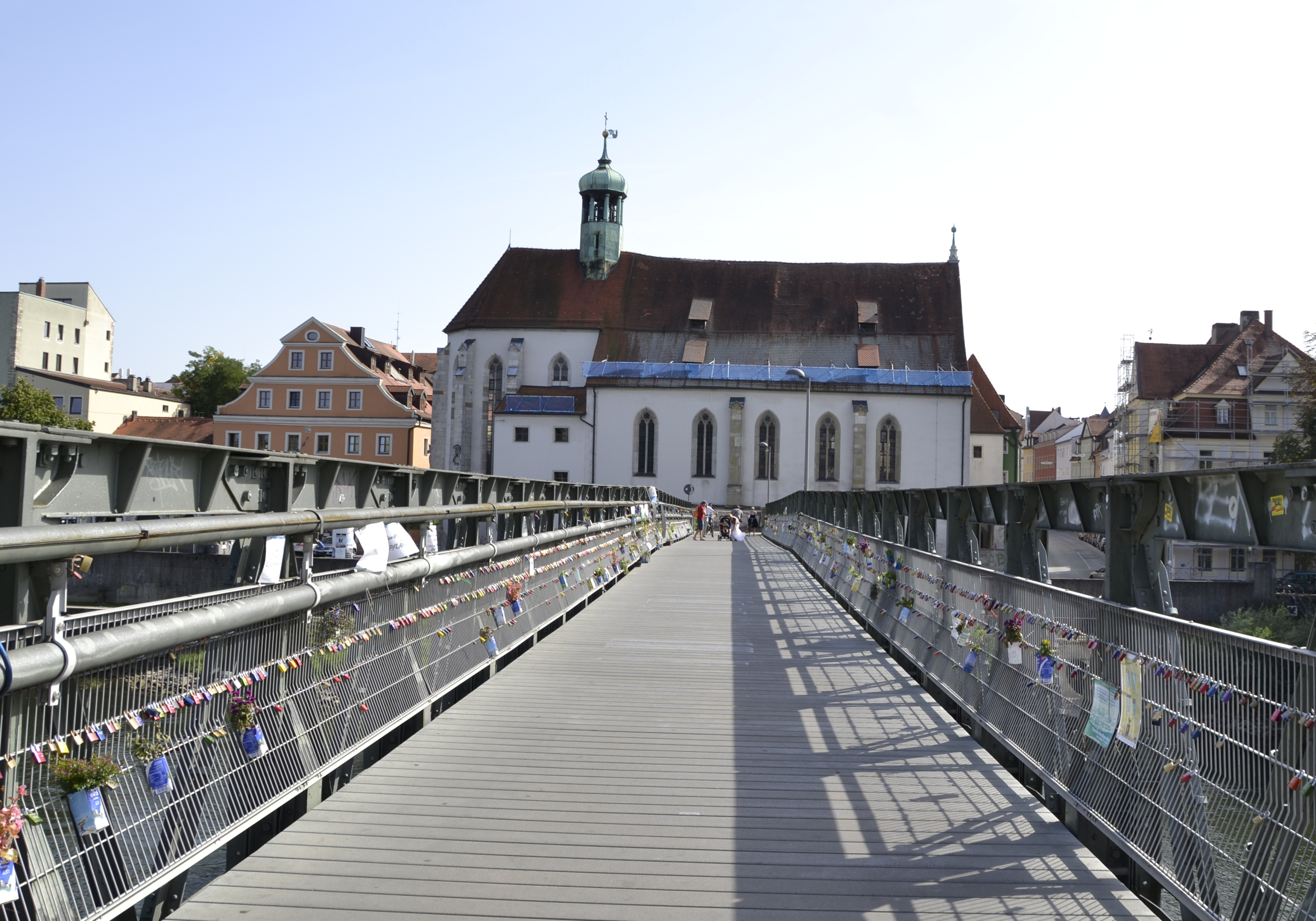
Eiserner Steg 2012

Nach dem Krieg war es das Interesse der amerikanischen Besatzungstruppen, die Regensburg am 27. April besetzt hatten, die zerstörten Flussübergänge im Bereich der Altstadt von Regensburg möglichst schnell wieder benutzbar zu machen, auch weil Regensburg tausende Flüchtlinge und ca. 6.000 ehemalige KZ-Insassen unterbringen musste. Es war schwierig, die in der Altstadt gekauften Lebensmittel ohne den Eisernen Steg auf Flößen über die Donau und die steilen Böschungen hinab bzw. hinauf zu bringen. Das Hauptaugenmerk der amerikanischen Besatzungstruppen war nicht die Wiederherstellung des Eisernen Stegs, sondern lag auf der Steinernen Brücke, über die man dann auf Umwegen auch den Unteren und den Oberen Wöhrd erreichen konnte. Die Lücken dieser Brücke wurden noch vor Kriegsende von amerikanischen Pionieren mit Bailey-Brückenelementen geschlossen und dann nach und nach durch hölzerne Notbrücken ersetzt. Die Holzbrücken wurden erst 1967 beseitigt und die Brückengewölbe wiedererrichtet. Die Eiserne Brücke konnte erst im Mai 1946 provisorisch als hölzerne Notkonstruktion wieder nutzbar gemacht werden. Knapp 1 km stromaufwärts der Steinernen Brücke und 200 m stromaufwärts des zerstörten Eisernen Stegs, auf Höhe der Brunnleite, hatten amerikanische Pioniere und die Regensburger Firma Hofmeister provisorische Pontonbrücken über beide Arme der Donau errichtet. Die Trümmer des Eisernen Stegs lagen derweil in drei Teilen noch in der Donau. Am 1. Juni 1945 verfügte das Stadtbauamt schriftlich, dass die drei Trümmerteile bis zum Beginn des Winters zu räumen und auf der Weinlände am Südufer der Donau zu lagern seien, um den Versatz der Trümmerteile bei Eisgang zu vermeiden. Diese Arbeiten, die von einer Firma aus Straubing ab Oktober 1945 wegen der Zeitknappheit auch sonntags ausgeführt wurden, konnten jedoch bis zum Jahreswechsel nicht abgeschlossen werden. In der Zwischenzeit wurde die abgetragene Brücke durch einen Fährbetrieb mit zwei Fähren ersetzt. Die Firma MAN, die bereits den ursprünglichen Eisernen Steg gebaut hatte, sollte auch den Auftrag für den Neubau bekommen, konnte aber ihre Spezialmaschinen und das benötigte Personal, das durch Arbeiten im Ötztal gebunden war, nicht herbeischaffen. Am 18. September 1946 beschloss der Hauptausschuss des Stadtrats, die noch stehenden Widerlager des gesprengten Stegs nach und nach abzutragen und zu verwerten, da „nach derzeitigem Stand ... ein Wiederaufbau des Eisernen Steges in seiner alten Form nicht mehr zu erwarten“ sei. Nachdem es dem Tiefbauamt der Stadt jedoch gelungen war, beim MAN Werk Gustavsburg eine ehemalige Kriegsbrücke der Wehrmacht, eine so genannte LZ-Brücke (leicht, zerlegbar) der Länge 225 m, käuflich zu erwerben, wurde beschlossen, diese Brücke als Provisorium auf die vorhandenen Brückenlager aufzusetzen.
Diese LZ-Brücke, eine geschraubte Fachwerkkonstruktion aus Stahl mit einem Belag aus Holzplanken, musste von MAN noch geprüft und überarbeitet werden, so dass sie frühestens ab Mai 1947 verfügbar war. Um eine Zwischenlagerung vor Ort zu vermeiden, sollte die Brücke erst angeliefert werden, wenn vor Ort alle Voraussetzungen für ihren Aufbau geschaffen worden waren.
Da die maximale Spannweite dieses Brückentyps 45 Meter betrug, wurden zur Unterstützung zwei Strompfeiler errichtet. Dazu wurden in Passau zwei Stahlrohre besorgt, durch die Tiefbohranstalt Kriegbaum aus Fürth im Abstand von 42,5 m in den Flussgrund eingerammt und mit Beton ausgegossen. Oberstromseitig wurden die Pfeiler von je einem Eisbrecher geschützt.
Im Oktober 1947 wurde mit den Arbeiten zur Errichtung des neuen Eisernen Stegs begonnen. Im Mai 1948 konnte der neue Steg in Betrieb genommen werden. und im Dezember 1950 wurde der Steg von der Regierung der Oberpfalz nachträglich genehmigt. Die Kosten für Lieferung und Montage der LZ-Brücke durch die Firma MAN betrugen 143.000 Reichsmark. Die Beschaffung der Rohre und das Einrammen schlugen mit 100.000 Reichsmark zu Buche, für sonstige Arbeiten musste die Stadt 43.000 Reichsmark bezahlen.
Da für den Eisernen Steg nur gut die Hälfte der Länge der erworbenen LZ-Brücke benötigt wurde, konnte mit dem Rest im Oktober 1947 auch der heutige Grieser Steg, als Verlängerung der Eisernen Brücke über den Nordarm der Donau, errichtet werden. Dieser war bereits 1946 als Holzkonstruktion auf Eisenträgern wieder erbaut worden, wurde aber im darauf folgenden Winter durch Eisstoß schwer beschädigt und musste wieder beseitigt werden.

## Der neue Eiserne Steg wird zum Denkmal

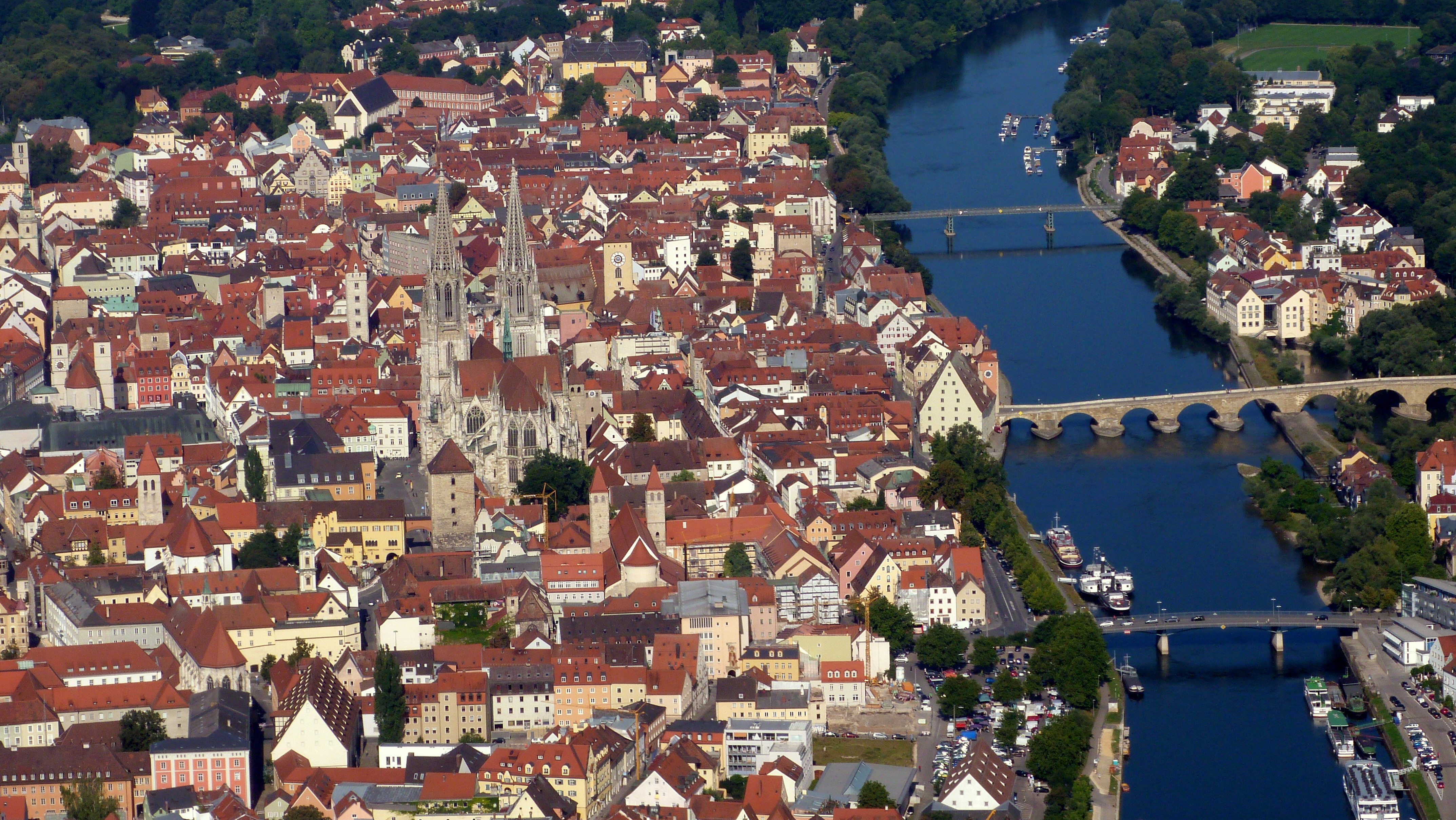
Von oben nach unten: Eiserner Steg, Steinerne Brücke, Eiserne Brücke

Noch 1947, vor der Fertigstellung des neuen Stegs, hatten die Bürger, die seit dem Ende des Krieges auf Fährverkehr angewiesen waren, den Bau einer „richtigen Brücke“ gefordert. Auch der Druck der amerikanischen Besatzungstruppen zum Bau einer Straßenbrücke war groß, denn Fußgängerbrücken hatten für sie keine Priorität. Das hatte den damaligen Oberbürgermeister Alfons Heiß veranlasst, unabhängig vom Bau des Eisernen Stegs im Stadtbauamt eine Brückenplanung in die Wege zu leiten. Damit tauchte nach dem Bau des Eisernen Stegs die Frage auf, ob der mit einfachsten Mitteln geschaffene, schmucklose Eiserne Steg nur ein Provisorium war oder ob mit dem Steg eine dauerhafte Lösung entstanden war. Mit zunehmendem Abstand zum Kriegsende musste diese Frage in den zuständigen Gremien der Stadt entschieden werden, zumal bei der Planung einer Brücke auch der geplante Bau des Rhein-Main-Donau-Kanals berücksichtigt werden musste. Bereits Im April 1947 wurde in der dem Stadtrat vorgelegten Studie des Stadtbauamtes empfohlen, westlich nahe neben dem neuen Eisernen Steg eine Straßenbrücke über beide Arme der Donau zu bauen und im Ort Pfaffenstein den Straßenanschluss an die Bundesstraße nach Nürnberg herzustellen. Zwei weiter westlich entfernte Standorte wurden abgelehnt. Neben anderen wurde als Begründung auch der Fremdenverkehr genannt, den man in der altehrwürdigen Stadt Regensburg erwarten könne, weil die Stadt im Krieg von großen Bombenschäden verschont geblieben sei. Die Vorschläge fanden in der Nachkriegszeit keine Befürworter und wurden als wünschenswert, aber als nicht zeitnah realisierbar eingeschätzt. Damit blieb der neue Eiserne Steg bestehen, erhielt aber ein Image als Provisorium.
Als sich 50 Jahre später vor dem Jahr 2000 abzeichnete, dass die Steinerne Brücke grundlegend saniert werden musste und nach der Sanierung auch vollständig verkehrsfrei bleiben sollte, begannen erneut Diskussionen über den Bau einer Straßenbrücke westlich des Eisernen Stegs von der Brunnleite zum Schopperplatz. Gegen diese Brückenpläne wurden schwerwiegende denkmalfachliche Vorbehalte geäußert, weil die Verwirklichung der Pläne für Regensburg zum Verlust des 2006 verliehenen Titels UNESCO-Welterbe hätten führen können. Dieser Titel beruht wesentlich auf der bestehenden Brückenlandschaft der Altstadt von Regensburg, die seit dem 12. Jahrhundert allein durch die Steinerne Brücke geprägt wurde. Ihr folgte erst im 14. Jahrhundert die kleine, immer stark gefährdete Holzbrücke zum Unteren Wöhrd – heute die ausgebaute Eiserne Brücke. Im 19. Jahrhundert folgte der Eiserne Steg als bloßer Fußgängerübergang. Diese außergewöhnliche Brückensituation hat – unterstützt von politischen Rahmenbedingungen – dazu geführt, dass sich das städtische Siedlungsgebiet von Regensburg nur am Südufer der Donau ausbilden konnte. Das unterscheidet die Stadt Regensburg grundsätzlich von anderen Städten, die sich wegen vorhandener Brücken auf beiden Seiten des Flusses entwickelt haben und das begründet damit den Titel Welterbe.

Auf diesem Hintergrund entwickelte sich in der Stadt, unterstützt von Bürgervereinen, eine Diskussion, in der der Bau einer Straßenbrücke westlich des Eisernen Stegs abgelehnt wurde, zumal sich auch herausstellte, dass nach dem Bau der neuen Brücke der Eiserne Steg beseitigt werden sollte. Daraufhin stellten im März 2005 die Bürgervereine den Antrag, den Eisernen Steg in die Denkmalliste aufzunehmen. Damit hatte das Bayerische Landesamt für Denkmalpflege die Aufgabe, die Denkmaleigenschaft des Eisernen Steges nach Maßgabe des Bayerischen Denkmalschutzgesetzes zu prüfen. Das Landesamt für Denkmalpflege benötigte für die Entscheidung sechs Jahre und begründete dies mit zu erledigenden Untersuchungen und schwierigen Sachverhalten, die Abstimmungen mit Geschichts- und Kulturwissenschaftlern nötig machten. Mitarbeiter des Landesamtes lieferten auf Bürgerversammlungen Informationen über die angelegten Beurteilungsmaßstäbe besonders in den Fällen, in denen es – wie in diesem Fall – um jüngeren Baubestand geht. Für den Eisernen Steg führten die Prüfungen dazu, dass Seltenheitswert, Alterswert, und vergleichbare Fälle dafür sprachen, dem Eisernen Steg in Regensburg den Status eines Denkmals zuzusprechen. Deshalb wurde der Eisernen Steg im November 2011 in die bayerische Denkmalliste aufgenommen mit der Beschreibung: 

„Fußgängersteg über die Donau, sog. Eiserner Steg, Brücke auf zwei Strompfeilern als Übergang, ehem. LZ-Brücke der Deutschen Wehrmacht zweitverwendet, geschraubte Fachwerkkonstruktion aus Stahl, 1947. Zwei Brückenköpfe mit je zwei Aufgängen und Resten von Rampen, Kalkstein 1901“

In der Bayerischen Denkmalliste wird der Eiserne Steg unter der Denkmalnummer D-3-62-000-1747 geführt. In der Begründung zur Aufnahme in die Denkmalliste des Landesamtes für Denkmalpflege werden besonders hervorgehoben:
- der Erhalt der topografischen und der materiellen Elemente aus der Bauphase des ursprünglichen Eisernen Stegs von 1901, die 1947 bei der Wiederherstellung des zerstörten Fußgängerübergangs konsequent beibehalten wurden.
- die beiden erhaltenen Brückenköpfe, von denen der auf der Südseite nach dem Abbruch der ehemals dort verlaufenden Stadtmauer ein wichtiges Gestaltungsmerkmal war und der auf der Nordseite die dort verlaufende Badstraße geprägt hat
- die Bedeutung als eine von vier Behelfsbrückenbauten aus der unmittelbaren Nachkriegszeit, von denen nur noch zwei erhalten sind
- der Erhalt der LZ-Brückenkonstruktion, als eines der letzten Beispiele dieser Konstruktionsart und damit auch eines der wenigen in Regensburg nahezu original erhaltenen baulichen Dokumente der unmittelbaren Nachkriegszeit
- die wichtige Aussagekraft in Hinsicht auf die bauliche Entwicklung, die sich daraus ergibt, dass beim heutigen Eisernen Steg die beiden Bauphasen ablesbar sind und die ursprüngliche Nutzung nun seit hundert Jahren erhalten wurde.[12]

## Situation heute
Der Eiserne Steg, beim Bau 1947/48 als Provisorium eingeschätzt, existiert noch heute und wird viel genutzt, nachdem die Holzplanken durch Metallplanken mit einer rutschhemmenden Beschichtung ersetzt wurden. Nach wie vor gibt es aber bei den ca. 2 m hohen Brückenköpfen am Eisernen Steg keine Aufzugsanlage. Zwar wurden in die Treppen schmale Rampen und zusätzliche Geländer integriert, um das Hinaufschieben z. B. von Fahrrädern, Kinderwagen, Rollstühlen und Rollatoren zu ermöglichen, jedoch sind die Treppen so steil, dass dies in der Praxis schwierig bleibt.
Nach 2010 entwickelte sich der Eiserne Steg zu einem beliebten Ort zur Befestigung von Liebesschlössern. 2015 begann die Stadt Regensburg, rostende Schlösser zu entfernen, da sie die Brücke beschädigen könnten. Viele Schlösser konnten jedoch an der Brücke belassen werden.
Nachdem es nach der Aufnahme des Eisernen Steges in die Liste der Bayerischen Denkmäler noch zu kontroversen öffentlichen Stellungnahmen gekommen war, beruhigte sich die Diskussion in der Bevölkerung bald. Der Eiserne Steg bleibt unter den 1500 Einzelbaudenkmälern in Regensburg wohl das Denkmal, das auch unter interessierten Einwohnern der Stadt sehr unterschiedliche Bewertungen erhält. Kritisiert wird die spröde Ästhetik des Bauwerks, das sich im Vergleich mit dem Baudenkmal Steinerne Brücke so wenig eindrucksvoll und mit den vielen Liebesschlössern eher als sehr nützliches Kuriosum denn als Baudenkmal präsentiert.
Trotz aller Kritik haben (nicht repräsentative) Umfragen an Tagen des offenen Denkmals ergeben, dass eine große Mehrheit der Befragten den Eisernen Steg als schützenswertes Denkmal einstuft. Bei den Befragungen wurde zusätzlich auch deutlich, dass die Befragten besonders an Fakten zur Geschichte der Entstehung dieses schmucklosen Eisernen Stegs interessiert waren.
Auf der politischen Bühne jedoch kam es auch nach dem Eintrag in die Denkmalliste noch zu Auseinandersetzungen, als die Stadt Regensburg ihr Einverständnis zur Eintragung des Stegs in die Denkmalliste erklären musste. Befeuert wurden die Auseinandersetzungen durch Spannungen zwischen dem Generalkonservator Egon Johannes Greipl, ehemaliger Kulturreferent der Stadt Regensburg, und dem damaligen Oberbürgermeister Hans Schaidinger, der befürchtete, dass das neue Denkmal die eventuelle Errichtung einer geplanten Nahverkehrsbrücke westlich neben dem Eisernen Steg verhindern könnte.